# 남해 가천마을 다랑이 논
남해 가천마을 다랑이 논(南海 加川마을 다랑이 논, 영어: Terraced Paddy Fields of Gacheon Village, Namhae)은 대한민국 경상남도 남해군 남면에 있는 산간지역에서 벼농사를 짓기 위해 산비탈을 깎아 만든 논이다. 2005년 1월 3일 대한민국의 명승 제15호로 지정되었다.

## 개요

### 현지 안내문
다랑이 논은 벼농사를 짓기 위해 산비탈을 깎아 만든 논으로 인간의 삶과 자연이 조화를 이룬 곳이다. 이곳은 바다를 앞둔 설흘산과 응봉산의 가파른 산비탈에 지형에 맞춰 100여 층의 논을 계단모양으로 만들어 높은 산과 넓게 트인 바다가 매우 아름답다.
가천마을은 자세한 기록은 없으나 대대로 마을에서 살아온 김해 김씨, 함안 조씨 가(家)에 전해오는 자료로 미루어 볼 때 신라 신문왕 즈음부터 있었던 것으로 보인다. 미륵전설과 육조문에 대한 전설을 볼때 고려시대 이전부터 마을이 있었으며, 임진왜란 때 사용된 것으로 보이는 설흘산 봉수대(烽燧臺)는 이미 그 전에 이곳에 마을이 있었다는 것을 보여준다.
마을이름은 간천(間川)으로 불리다가 조선 중기에 가천(加川)으로 고쳐 현재에 이르고 있다.
논, 산림 및 바다의 자연적 요소와 가천암수바위, 밥무덤, 설흘산 봉수대, 서포 김만중의 유배지인 노도(섬)와 같은 문화적 요소는 명승적 가치를 한층 높이고 있다.

### 명칭
남해군에서는 다랑이마을이라고 한다.

### 화강암 해안
남해 가천마을 다랑이 논이 있는 남면 흥현리 해안에는 우백색 화강암의 노두가 드러나 있으며, 이곳의 노두에는 위성 사진으로도 보일 정도로 매우 선명한 암맥을 관찰할 수 있다. 이 해안은 남해 가천마을 다랑이 논 마을길을 통해 접근할 수 있다. 남해 가천마을 다랑이 논 마을에 있는 가천암수미륵바위는 우백색 화강암으로 구성된 암석으로, 현지 사람들은 미륵불이라 부른다. 암수바위는 원래 풍요와 다산을 기원하던 선돌[立石]로, 1751년 남해 현령(縣令) 조광진이 꿈에 나타난 노인의 계시를 받고 암수바위를 꺼내어 미륵불로 봉안하였다는 전설이 전해 내려온다. 오늘날에도 어민들은 바위가 발견된 음력 10월 15일에 이곳에서 제사를 지내며 뱃길의 안전을 기원한다
남해 가천마을 다랑이 논
- 남해 가천 암수바위
- 남해 가천마을 다랑이 논 해안의 화강암 노두

## 같이 보기
- 남해 지족해협 죽방렴: 명승 71호

## 참고 자료
- 남해 가천마을 다랑이 논 - 국가유산청 국가유산포털